# يا انا يا هوه (فلم)
يا أنا يا هوه فيلم كوميدي مصري إنتاج عام 2011.
قصة الفيلم مأخوذة من الفيلم الأمريكي "أنا ونفسي وإيرين"، المُنتج عام 2000. وتاريخ عرضه يوافق ثالث أيام عيد الفطر لسنة 1432 هـ.

## القصة
تدور أحداث الفيلم حول شاب صحفي يقع في العديد من المشاكل بسبب ما يعانيه من إنفصام في الشخصية، في حين يحاول التغلب على الوجه الشرير في شخصيته. يتعرض بطل الفيلم لعدة مواقف صعبة ومحرجة في حياته اليومية جراء الانفصام في شخصيته.

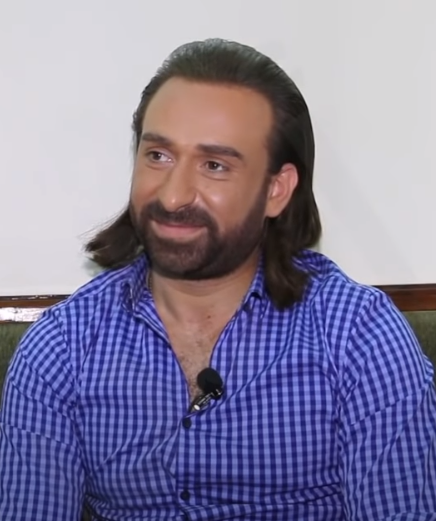
نضال الشافعي في دور حازم / سعيد

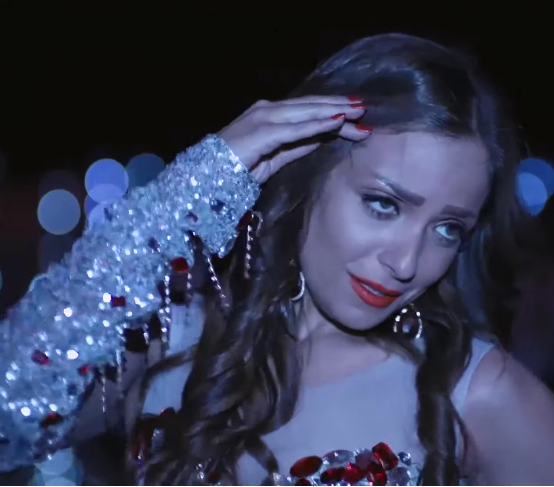
ريم البارودي في دور جميلة

## طاقم التمثيل
- نضال الشافعي
- ريم البارودي
- نرمين ماهر
- ليلى أحمد زاهر
- لطفي لبيب
- رجاء الجداوي

## روابط خارجية
- مقالات تستعمل روابط فنية بلا صلة مع ويكي بيانات